# Alexander Gennadjewitsch Mogilny
Alexander Gennadjewitsch Mogilny (russisch Александр Геннадьевич Могильный; * 18. Februar 1969 in Chabarowsk, Russische SFSR) ist ein ehemaliger russischer Eishockeyspieler. Der rechte Flügelstürmer begann seine Karriere bei ZSKA Moskau und gewann dort unter anderem dreimal die sowjetische Meisterschaft. Anschließend bestritt er zwischen 1989 und 2005 insgesamt über 1000 Partien in der National Hockey League (NHL), wobei er für die Buffalo Sabres, Vancouver Canucks, New Jersey Devils und Toronto Maple Leafs auflief. Mit den Devils gewann er dabei in den Playoffs 2000 den Stanley Cup, nachdem er die Liga bereits 1993 als bester Torjäger angeführt hatte (gemeinsam mit Selänne). Insgesamt verzeichnete er über 1000 Scorerpunkte und wurde zum ersten Russen, der in ein NHL All-Star Team gewählt wurde, ebenso wie zum ersten Europäer, der Mannschaftskapitän eines NHL-Teams wurde (Buffalo). Gegen Ende seiner Karriere ehrte man ihn zudem mit der Lady Byng Memorial Trophy für Fairness auf dem Eis.
Auf internationaler Ebene gewann Mogilny mit der sowjetischen Nationalmannschaft unter anderem jeweils die Goldmedaille bei den Olympischen Winterspielen 1988 und der Weltmeisterschaft 1989. Seit dem Stanley-Cup-Sieg im Jahre 2000 gehört er somit dem Triple Gold Club an. Außerdem wurde er 2025 mit der Aufnahme in die Hockey Hall of Fame geehrt.

## Karriere
Alexander Mogilny begann seine Karriere bei ZSKA Moskau, wo er zusammen mit Sergei Fjodorow und Pawel Bure eine talentierte junge Sturmreihe, die die Reihe Krutow−Larionow−Makarow (KLM-Reihe) ablösen sollte, bildete. Mit ZSKA wurden die drei Spieler 1987, 1988 und 1989 Sowjetischer Meister und gewannen den Europapokal der Jahre 1988 und 1989.
Bei der Weltmeisterschaft 1989 setzte sich Mogilny nach der Medaillenzeremonie von der sowjetischen Nationalmannschaft ab. Die Buffalo Sabres, die ihn ein Jahr zuvor beim NHL Entry Draft 1988 in der fünften Runde an 89. Stelle ausgewählt hatten, arrangierten seinen Flug nach Nordamerika. Bei den Sabres entwickelte sich Mogilny zu einem der gefährlichsten Stürmer der Liga, wobei er seine Punkteausbeute von Jahr zu Jahr steigerte. In der Saison 1992/93 erzielte er 76 Tore in 77 Saisonspielen, so dass er zusammen mit dem finnischen Rookie Teemu Selänne die Torjägerkrone der NHL gewann. Zudem wurde er in das Second All-Star Team der Liga gewählt.
Aufgrund des Lockouts in der NHL zu Beginn der Spielzeit 1994/95 kehrte er nach Russland zurück und absolvierte ein Spiel für Spartak Moskau, bevor es ihn erneut zu den Sabres zog, als der Spielbetrieb wieder aufgenommen wurde. Im Sommer 1995 gaben ihn die Sabres an die Vancouver Canucks ab, die im Gegenzug Michael Peca, Mike Wilson und ein Erstrunden-Draftwahlrecht an die Sabres abgaben. Bei den Canucks konnte er zunächst an seine Leistungen anknüpfen und wurde so 1996 mit 107 Scorerpunkten in der regulären Saison erneut in das Second-All-Star Team gewählt. In den folgenden drei Jahren erzielte er nur noch deutlich weniger Tore, so dass sich die Canucks im März 2000 zu einem Tauschgeschäft entschlossen. Mogilny wurde zu den New Jersey Devils geschickt, die Canucks erhielten dafür Brendan Morrison und Denis Pederson. Mit den Devils gewann er am Ende der Playoffs 2000 den Stanley Cup. In der folgenden Spielzeit erzielte er in 75 Partien 83 Scorerpunkte und erreichte mit den Devils erneut das Stanley-Cup-Finale, das allerdings mit 3:4 gegen die Colorado Avalanche verloren ging.
Im Sommer 2001 lief sein Vertrag aus und Mogilny wurde als Free Agent von den Toronto Maple Leafs verpflichtet, wobei er einen Vierjahresvertrag über insgesamt 22 Millionen US-Dollar erhielt. Bei den Leafs wurde er zu einem der Führungsspieler und war maßgeblich daran beteiligt, dass das Team 2002 bis in das Conference-Finale vordrang. In der Spielzeit 2002/03 war er bester Punktesammler seines Teams und wurde von der NHL mit der Lady Byng Memorial Trophy für den sportlich vorbildlichsten Spieler ausgezeichnet. Den Großteil der folgenden Spielzeit verpasste er aufgrund einer Hüftverletzung, die er sich im November 2003 in einem Spiel gegen die Edmonton Oilers zugezogen hatte.
Während des erneuten Lockouts in der Saison 2004/05 spielte er nicht professionell Eishockey. Im August 2005 wurde er abermals von den New Jersey Devils unter Vertrag genommen, die ihm einen Zweijahresvertrag über sieben Millionen US-Dollar gaben. Während der folgenden Spielzeit wurde er zwischenzeitlich in die American Hockey League abgeschoben, um die sogenannte Salary Cap nicht zu überschreiten. Die komplette Spielzeit 2006/07 verpasste Mogilny mit einer Verletzung, bevor er 2007 vom aktiven Sport zurücktrat.

### International
Mogliny spielte für die Sowjetunion bei der Junioren-Weltmeisterschaft 1987, 1988 und 1989. Dabei wurde er 1988 Topscorer, als bester Stürmer ausgezeichnet und gewann mit dem U20-Team die Silbermedaille. Daraufhin wurde er als Verdienter Meister des Sports der UdSSR ausgezeichnet.
Mit der Herren-Nationalmannschaft gewann er bei den Olympischen Winterspielen 1988 die Goldmedaille sowie den Weltmeistertitel 1989. Für die russische Nationalmannschaft spielte er lediglich beim World Cup of Hockey 1996, jedoch ohne nennenswerten Erfolg.
Im Jahre 2025 wurde Mogilny mit der Aufnahme in die Hockey Hall of Fame geehrt.

## Erfolge und Auszeichnungen
| - 1987 Sowjetischer Meister mit ZSKA Moskau - 1988 Europapokal-Gewinn mit ZSKA Moskau - 1988 Sowjetischer Meister mit ZSKA Moskau - 1988 Verdienter Meister des Sports der UdSSR - 1989 Europapokal-Gewinn mit ZSKA Moskau - 1989 Sowjetischer Meister mit ZSKA Moskau - 1992 Teilnahme am NHL All-Star Game - 1993 NHL-Spieler des Monats Januar (gemeinsam mit Teemu Selänne) - 1993 Teilnahme am NHL All-Star Game | - 1993 Bester Torschütze der NHL (gemeinsam mit Teemu Selänne) - 1993 NHL Second All-Star Team - 1994 Teilnahme am NHL All-Star Game - 1996 Teilnahme am NHL All-Star Game - 1996 NHL Second All-Star Team - 2000 Stanley-Cup-Gewinn mit den New Jersey Devils - 2001 Teilnahme am NHL All-Star Game (verletzungsbedingte Absage) - 2003 Teilnahme am NHL All-Star Game (verletzungsbedingte Absage) - 2003 Lady Byng Memorial Trophy |

### International
| - 1988 Silbermedaille bei der U20-Junioren-Weltmeisterschaft - 1988 Bester Stürmer der U20-Junioren-Weltmeisterschaft - 1988 All-Star-Team der U20-Junioren-Weltmeisterschaft - 1988 Topscorer der U20-Junioren-Weltmeisterschaft - 1988 Goldmedaille bei den Olympischen Winterspielen | - 1989 Goldmedaille bei der U20-Junioren-Weltmeisterschaft - 1989 Goldmedaille bei der Weltmeisterschaft - 2000 Aufnahme in den Triple Gold Club - 2025 Aufnahme in die Hockey Hall of Fame |

## Karrierestatistik

### International
| Vertrat die UdSSR bei: - U18-Junioren-Europameisterschaft 1986 - U20-Junioren-Weltmeisterschaft 1987 - U20-Junioren-Weltmeisterschaft 1988 - U20-Junioren-Weltmeisterschaft 1989 - Weltmeisterschaft 1989 - Olympischen Winterspielen 1988 | Vertrat Russland beim: - World Cup of Hockey 1996 |

(Legende zur Spielerstatistik: Sp oder GP = absolvierte Spiele; T oder G = erzielte Tore; V oder A = erzielte Assists; Pkt oder Pts = erzielte Scorerpunkte; SM oder PIM = erhaltene Strafminuten; +/− = Plus/Minus-Bilanz; PP = erzielte Überzahltore; SH = erzielte Unterzahltore; GW = erzielte Siegtore; 1 Play-downs/Relegation; Kursiv: Statistik nicht vollständig)